# Thelotrema polythecium
Thelotrema polythecium är en lavart som beskrevs av Nagarkar, Sethy & Patw. Thelotrema polythecium ingår i släktet Thelotrema och familjen Graphidaceae.   Inga underarter finns listade i Catalogue of Life.